# Gypsonomoides delitana
Gypsonomoides delitana is een vlinder uit de familie van de bladrollers (Tortricidae). De wetenschappelijke naam van de soort is voor het eerst geldig gepubliceerd in 1839 door Fischer von Röslerstamm.